# Польське урологічне товариство
Польське урологічне товариство (пол. Polskie Towarzystwo Urologiczne) — польське наукове товариство, засноване в 1949 році. Першим головою Товариства був польський хірург, уролог Вацлав Лілпоп (пол. Wacław Józef Lilpop) (1949).

## Опис діяльності
Відповідно до Статуту, метою створення та діяльності даного Товариства є:
- робота з розвитку урології в Польщі;
- представлення інтересів лікарів, що працюють в області урології, та членів Товариства в державних і місцевих органах влади;
- поширення досягнень науки і техніки серед фахівців-урологів;
- співпраця із представниками суміжних наук з метою розвитку урології;
- формування та закріплення етичних поглядів серед членів Товариства;
- участь в організації урологічної допомоги пацієнтам;
- участь в організації післядипломної освіти і підвищення кваліфікації фахівців-урологів;
- представлення інтересів професійного середовища лікарів, які працюють в області урології;
- культивування традицій і поширення знань про історію польської урології[2].

### Склад
До складу Товариства входять 9 регіональних філій і 6 наукових секцій.

### Видавнича діяльність
Офіційними друкованими органами Товариства є наукові журнали: «Central European Journal of Urology» і «Przegląd Urologiczny».

### Премії
Товариством започатковано вручення низки премій за різноманітні досягнення в області урології.

### Сьогодення
Товариство є членом «Європейської асоціації урологічних медсестер» (англ. European Association of Urology Nurses (EAUN)).
Головою Товариства є доктор медичних наук, професор Пйотр Хлоста.
Актуальна інформація про діяльність Товариства публікується на сайті www.pturol.org.pl.